# Sleipnir (navegador web)
Sleipnir é um navegador desenvolvido pela Fenrir Inc. Seu principal atrativo é o grande número de funções. Ele suporta HTML5 e roda o motor do Google Chrome (Blink), mas é compatível também com o Trident (do Internet Explorer). 
Ambos os nomes, Sleipnir e Fenrir referem-se a animais da Mitologia Nórdica.
O Sleipnir foi desenvolvido originalmente em japonês, mas em seguida foram liberadas em outras línguas, entre elas o chinês, o inglês e o alemão. Novas traduções são realizadas por tradutores voluntários.
Também está disponível uma versão alternativa, o Sleipnir 2. Esta possui mais opções de personalização, mas não é tão veloz e estável.

## Características
• Enviar dados facilmente do seu navegador para o smartphone com o Sleipnir Linker
• Integração com redes sociais e outros serviços de internet: Facebook, Twitter, LinkedIn, Tumblr, Flickr, Google+, Dropbox, Evernote, Readability, Instapaper, Pocket, Skydrive e mais
• Salvar páginas para leitura posterior
• Design simples e de fácil compreensão 
• Gestos multitouch e de mouse 
• Sincronização de favoritos 

## Plataformas suportadas
Windows, Mac, Android, iOS (iPhone/ipod Touch e iPad), Windows Phone.